# Reik
Reik è un gruppo di musica pop messicano fondato nel 2003 a Mexicali, composto dal cantante Jesús Navarro e dai chitarristi Julio Ramírez e Gilberto "Bibi" Marín. I Reik hanno dichiarato di ispirarsi al gruppo inglese BBMak, ma anche ai Coldplay, Maroon 5 e Shakira.

## Storia
Jesús Navarro e Julio Ramìrez nel 2003 decisero di formare una band chiamata Reik: i due iniziarono a produrre alcuni demo che vennero inviati a vari produttori, suonando nello stesso tempo in alcuni club del Messico. Nel 2004 si aggiunse alla band Gilberto Marìn e l'anno successivo pubblicarono il loro primo album pop, intitolato Reik.  Dopo il successo in patria, il gruppo cercò di esportare la propria musica sia in altri paesi latini che negli Stati Uniti: i risultati furono buoni anche grazie alla pubblicazione di 5 singoli di successo tra cui loco Yo Quisiera, Qué Vida La Mía e Niña. Lo stesso anno vennero nominati sia ai Grammys Latinos che agli MTV Video Music Awards Latinoamérica: in quest'ultima manifestazione ricevettero il premio come "Miglior Gruppo", "Miglior Artista Messicano" e "Miglior Nuovo Artista Messicano".
Partiti in tour nel 2006, nel corso di una tappa al Teatro Metropolitan di Città del Messico, registrano un album live, chiamato Sesión Metropolitana: il disco raccoglie i brani del primo album, alcuni dei quali duettati insieme ad altri artisti come i Sin Bandera.
Anticipato dal singolo Invierno, il 7 novembre 2006 esce il secondo album della band chiamato Secuencia: il lavoro si caratterizza per i suoni pop-rock sia messicani che inglesi. Vengono estratti altri tre singoli, le ballate Me Duele Amarte e Sabes ed un brano di stampo rock, De Qué Sirve. Nel 2007 partono, insieme ai Camila, in tour che toccherà le più importanti città del Messico e degli Stati Uniti come Los Angeles e San Francisco.
Il 25 settembre viene pubblicato Un día más, terzo album in studio dei Reik, registrato interamente in Argentina. Il primo singolo estratto, Inolvidable, raggiunge il primo posto nella classifica dei singoli più venduti in Messico.
Nel luglio del 2011 pubblicano il loro quarto album inedito, "Peligro" dal quale viene estratto il singolo omonimo. L'album è interamente realizzato negli Stati Uniti, e registrato e mixato da Fabrizio Simoncioni.
Il 17 giugno 2016 esce il nuovo album " Des Amor", dal quale vengono estratti i singoli Voy a Olvidarte, Ya Me Enterè e Ya Me Enterè(Urban Version feat Nicky Jam). Su YouTube vengono rilasciate le altre tracce contenute nell'album.
Il 15 febbraio 2018 lanciano il loro singolo Me niego in collaborazione con Ozuna e Wisin scalando le classifiche internazionali. A luglio 2018 infatti il video di Me Niego ha avuto 515mln di visualizzazioni diventando uno dei video musicali più visti del 2018.

## Formazione
- Jesús Navarro - voce
- Julio Ramírez - chitarra acustica
- Gilberto "Bibi" Marín - chitarra elettrica

## Discografia

### Album in studio
- 2005 – Reik
- 2006 – Secuencia
- 2008 – Un día más
- 2011 – Peligro
- 2016 – Des/Amor
- 2019 – Ahora
- 2024 – Panorama[1]

### Album dal vivo
- 2006 – Sesión metropolitana
- 2013 – En vivo desde el Auditorio Nacional

### Singoli

#### Come artisti principali
- 2005 – Yo quisiera
- 2005 – Que vida la mía
- 2005 – Noviembre sin ti
- 2006 – Invierno
- 2007 – Me duele amarte
- 2007 – De qué sirve
- 2008 – Inolvidable
- 2009 – Fui
- 2009 – No desaparecerá
- 2009 – Mi pecado (con Maite Perroni)
- 2011 – Peligro
- 2011 – Tu mirada
- 2012 – Creo en ti
- 2012 – Te fuiste de aquí
- 2013 – Con la cara en alto
- 2013 – Ciego
- 2015 – Voy a olvidarte
- 2016 – Ya me enteré
- 2016 – Spanglish
- 2016 – We Only Have Tonight
- 2016 – Qué gano olvidándote
- 2018 – Me niego (con Ozuna e Wisin)
- 2018 – Ya veremos
- 2018 – Amigos con derechos (con Maluma)
- 2018 – Ráptame
- 2019 – Duele (con Wisin & Yandel)
- 2019 – Resulta (con Riki)
- 2020 - Si me dices que si (con Farruko e Camilo)
- 2020 - Pero Te Conocí

#### Come artisti di secondo piano
- 2018 – Dime (con Noel Schajris)
- 2019 – Un año (con Sebastián Yatra)
- 2019 – Eres tú (con Matisse)
- 2020 - La Bella Y La Bestia (con Morat)